# Austrolimnophila stemma
Austrolimnophila stemma là một loài ruồi trong họ Limoniidae. Chúng phân bố ở miền Australasia.